# 竹中哲夫
竹中 哲夫（たけなか てつお、1941年11月10日-　）は、日本の臨床心理学者、日本福祉大学名誉教授。
1965年大阪市立大学文学部心理学専攻卒業。その後京都市の職員として京都市児童院（現・京都市保健福祉局子育て支援部児童福祉センター）に赴任、1982年日本福祉大学助教授、教授、2009年退職、名誉教授。臨床心理士。日本福祉大学心理臨床研究センター（心理臨床相談室）研修指導員として、ひきこもり支援を専門としている。

## 著書
- 『情緒障害児と施設治療』ルガール社 1976
- 『情緒障害児の施設治療』黎明書房 1977
- 『自己形成過程の子どもたち 登校拒否・暴力・自閉のケースレポート』ミネルヴァ書房 1979
- 『児童集団養護の理論 発達論からのアプローチ』ミネルヴァ書房 1985
- 『児童集団養護の実際 人格の発達と集団へのアプローチ』ミネルヴァ書房 1987
- 『児童福祉臨床の方法・技術論 児童相談と施設養護のために』三和書房 1989
- 『現代児童養護論』ミネルヴァ書房 Minerva新社会福祉選書 1995
- 『児童福祉改革の展望』エディケーション 1995
- 『児童福祉法改正論 制度論から援助論へ』三和書房 1998
- 『現代児童相談所論』三和書房 2000
- 『ひきこもり・ニート・不登校の支援 健康心理学と社会的支援の視点から』三和書房 2006
- 『ひきこもり支援論 人とつながり、社会につなぐ道筋をつくる』明石書店 2010
- 『長期・年長ひきこもりと若者支援地域ネットワーク』かもがわ出版 2014

### 共編著
- 『臨床心理学』水野信義,加藤幸雄共編 エディケーション、1994
- 『「子どもの権利条約」時代の児童福祉 1 子どもの世界と福祉』垣内国光,増山均共編著 ミネルヴァ書房 1996
- 『現代の社会福祉』秦安雄,米沢国吉,永岡正己,宮田和明共編 みらい 1995
- 『子どもと青年の心の援助』近藤直子,加藤幸雄共編著 ミネルヴァ書房 心理・福祉臨床の実践 2000
- 『新・子どもの世界と福祉』垣内国光,増山均共編著 ミネルヴァ書房 シリーズ少子化社会の子ども家庭福祉 2004
- 『新子どもの問題ケースブック』長谷川眞人共編 中央法規出版 2004
- 『現代の社会福祉入門』宮田和明,柿本誠,木戸利秋,小松理佐子,山口みほ共編著 みらい 2006
- 『食品加工技術概論』高野克己共編 恒星社厚生閣 2008

## 論文
- Cinii

## 注
1. ↑  『現代日本人名録』2002年
2. ↑  『長期・年長ひきこもりと若者支援地域ネットワーク』著者紹介